# پیمان ۱۹۰۷ ژاپن و کره
پیمان ۱۹۰۷ ژاپن و کره بین امپراتورهای ژاپن و کره در سال ۱۹۰۷ منعقد شد. مذاکرات در ۲۴ ژوئیه ۱۹۰۷ به پایان رسید

## مفاد پیمان
این پیمان مقرر می‌داشت که کره باید تحت هدایت یک ژنرال مقیم ژاپن عمل کند. تأثیر مفاد این پیمان این بود که اداره امور داخلی به ژاپن واگذار شد.
امپراتوری کره تحت شرایط پیمان یولسا قبلی در سال ۱۹۰۵ به تحت‌الحمایه ژاپن تبدیل شده بود و بنابراین حق انجام مبادلات دیپلماتیک با سایر کشورها را از دست داده بود. امپراتور کره گوجونگ فرستاده‌ای را مخفیانه به کنفرانس لاهه دربارهٔ صلح جهانی برای اعتراض به اقدامات ژاپن فرستاد. در تلافی، در ۱۸ ژوئیه ۱۹۰۷، ژاپن امپراتور گوجونگ را به نفع پسرش سونجونگ وادار کرد از سلطنت کناره‌گیری کند.
شش روز بعد، توافق جدیدی به دولت کره تحمیل شد. مفاد این معاهده جدید به ژنرال مقیم ژاپن حق انتصاب و عزل مقامات عالی‌رتبه را می‌دهد (ماده ۴) و تصریح می‌کند که همه مقامات عالی‌رتبه منصوب شده در دولت کره باید دارای مجوز باشند. ژاپنی (ماده ۵). این امر دولت داخلی کره را به‌طور کامل تحت کنترل ژاپن قرار داد. بخش منتشر نشده این معاهده همچنین ارتش کره را تحت رهبری ژاپن قرار داد و اختیارات قضایی و پلیسی را به آنها واگذار کرد.

## ترجمه متن کامل
دولت‌های ژاپن و کره، با هدف دستیابی زودهنگام به رفاه و قدرت در کره و ارتقای سریع رفاه مردم کره، توافق کردند:
- ماده ۱. دولت کره از دستورهای ژنرال مقیم در رابطه با اصلاحات اداری پیروی خواهد کرد.
- ماده ۲. کره نباید هیچ قانون یا دستوری وضع کند یا هیچ اقدام اداری را انجام ندهد، مگر اینکه قبلاً موافقت ژنرال مقیم را داشته باشد.

ماده ۳. امور قضایی کره باید از امور اداری عادی متمایز نگه داشته شود.
- ماده ۴. هیچ انتصاب یا عزل مقامات عالی‌رتبه کره ای بدون موافقت ژنرال مقیم انجام نمی‌شود.
- ماده ۵. کره باید در سمت‌های رسمی ژاپنی‌هایی را که توسط ژنرال مقیم توصیه می‌شود منصوب کند.
- ماده ۶. کره نباید بدون رضایت ژنرال مقیم با هیچ خارجی وارد مذاکره شود.
- ماده ۷. بند اول قرارداد بین ژاپن و کره به تاریخ ۲۲ اوت ۱۹۰۴ لغو می‌شود.[۲]